# Polystichum setiferum

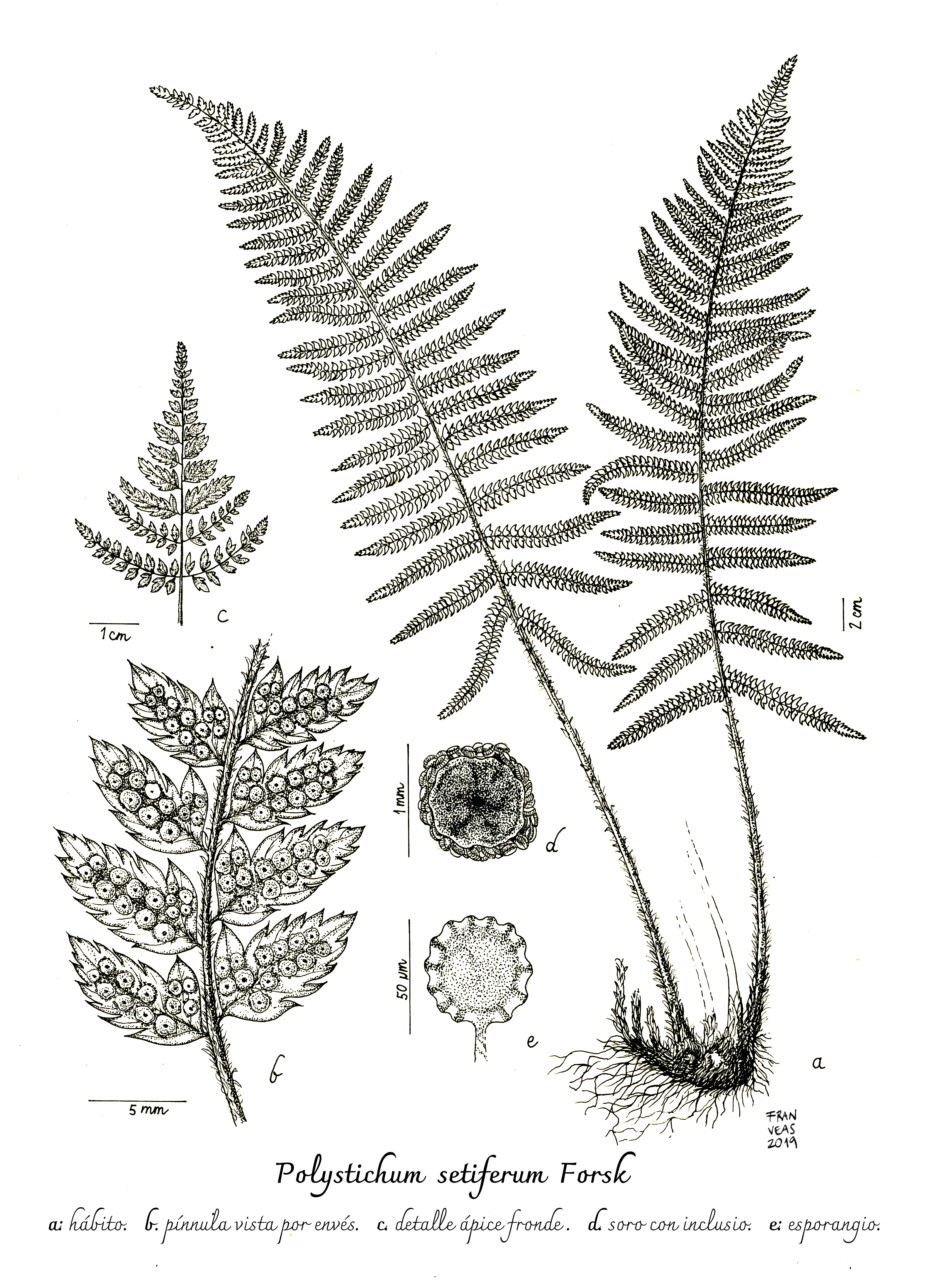
Polystichum sethypherun Forssk

Polystichum setiferum es un helecho nativo del sur y el oeste de Europa. Es más abundante en Irlanda, suroeste de Gran Bretaña, oeste de Francia y noroeste de la península ibérica, donde se combinan inviernos suaves y veranos templados, aunque también aparece puntualmente en el norte y noreste de Escocia y este de Crimea y Turquía; en la región mediterránea normalmente crece en cotas altas. Crece en bosques.
Las frondes, de color verde brillante miden 30-120 cm de longitud.
Se utiliza frecuentemente como planta ornamental en jardines.

## Taxonomía

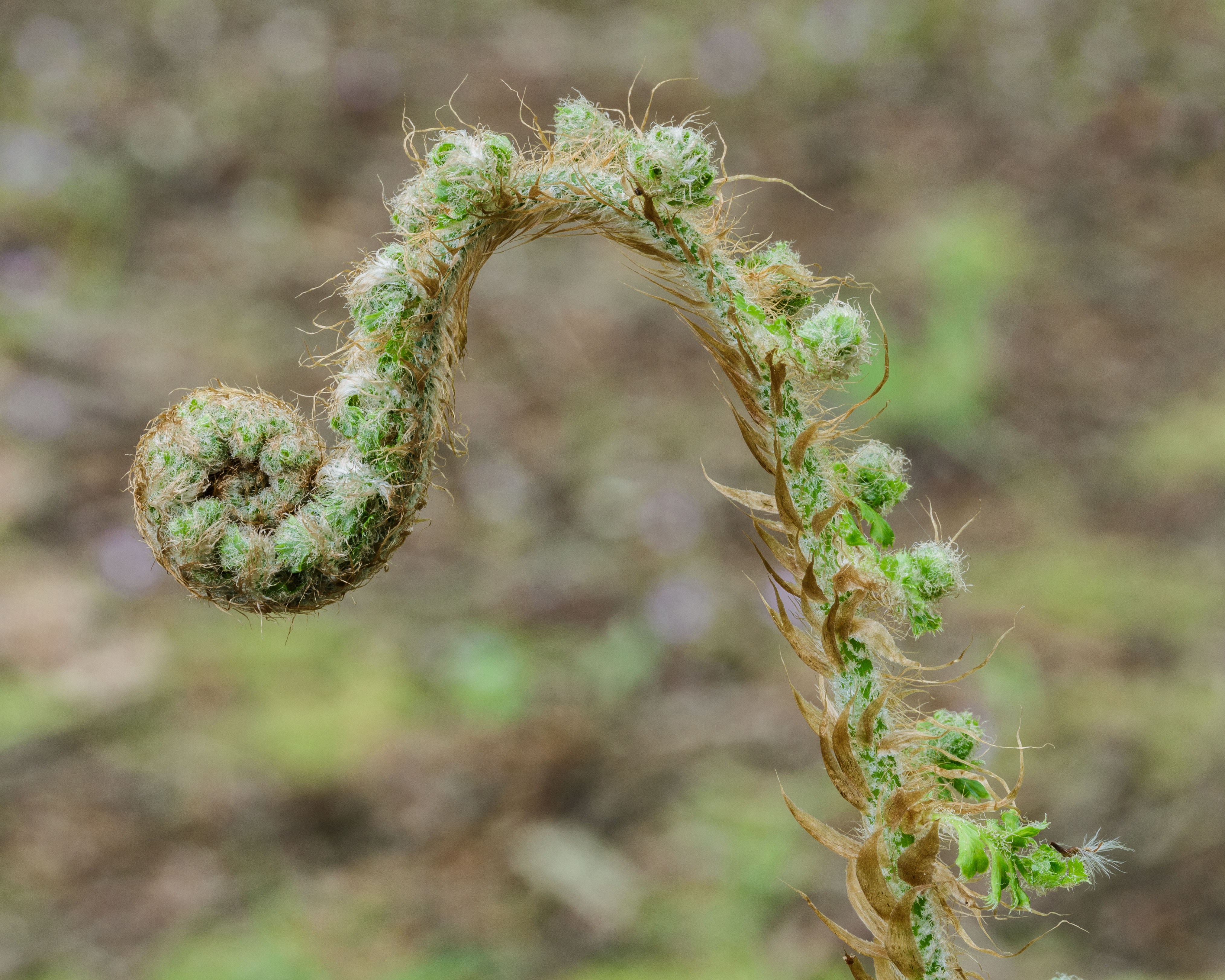
Polystichum setiferum 'Cristato Pinnulum' con hermosa hoja nueva de este raro pequeño helecho. Altura: 30 cm. (2019)

Polystichum setiferum fue descrita por (Forssk.) Woynar y publicado en Mitteilungen der Naturwissenschaftlichen Vereines für Steiermark 49: 181. 1913.

Sinonimia
- Polypodium setiferum Forssk.
- Polystichum angulare C. Presl[2]